# Горевой Лекваж
Горевой Лекваж (устар. Гаревой Лекваж) — река в России, течёт по территории Вилегодского района Архангельской области и Прилузского района Республики Коми. Устье реки находится в 23 км по правому берегу реки Анаваж. Длина реки составляет 13 км.
В 1 км от устья, по левому берегу Горевого Лекважа впадает река Средний Лекваж.

## Данные водного реестра
По данным государственного водного реестра России относится к Двинско-Печорскому бассейновому округу, водохозяйственный участок реки — Вычегда от города Сыктывкар и до устья, речной подбассейн реки — Вычегда. Речной бассейн реки — Северная Двина.
Код объекта в государственном водном реестре — 03020200212103000024822.